# Monumento al Príncipe Miguel
El Monumento al Príncipe Miguel también escrito Monumento al Príncipe Mihailo es un importante monumento dedicado al príncipe Miguel III Obrenović ubicado en la plaza de la República, la principal de la ciudad de Belgrado, en Serbia. El espacio fue declarado monumento de interés cultural de gran importancia en 1979, y se encuentra protegido por la República de Serbia.
La estatua ecuestre del príncipe Miguel en un caballo, fue realizada por el escultor italiano Enrico Pazzi siendo erigida en 1882. Fue creada en honor del logro político más importante del Príncipe, la completa expulsión de los turcos de Serbia y de la liberación de las restantes 7 ciudades dentro del (entonces) territorio serbio, aún bajo el dominio turco (en 1867).